# Sijfert Hendrik Koorders
Sijfert Hendrik Koorders, född den 29 november 1863 i Bandung, död 1919 i Jakarta, var en nederländsk botaniker.
Auktorsnamnet Koord. kan användas för Sijfert Hendrik Koorders i samband med ett vetenskapligt namn inom botaniken; se Wikipediaartiklar som länkar till auktorsnamnet.